# Saison 2016-2017 du Stade de Reims
Maillots
Chronologie
Saison précédente Saison suivante

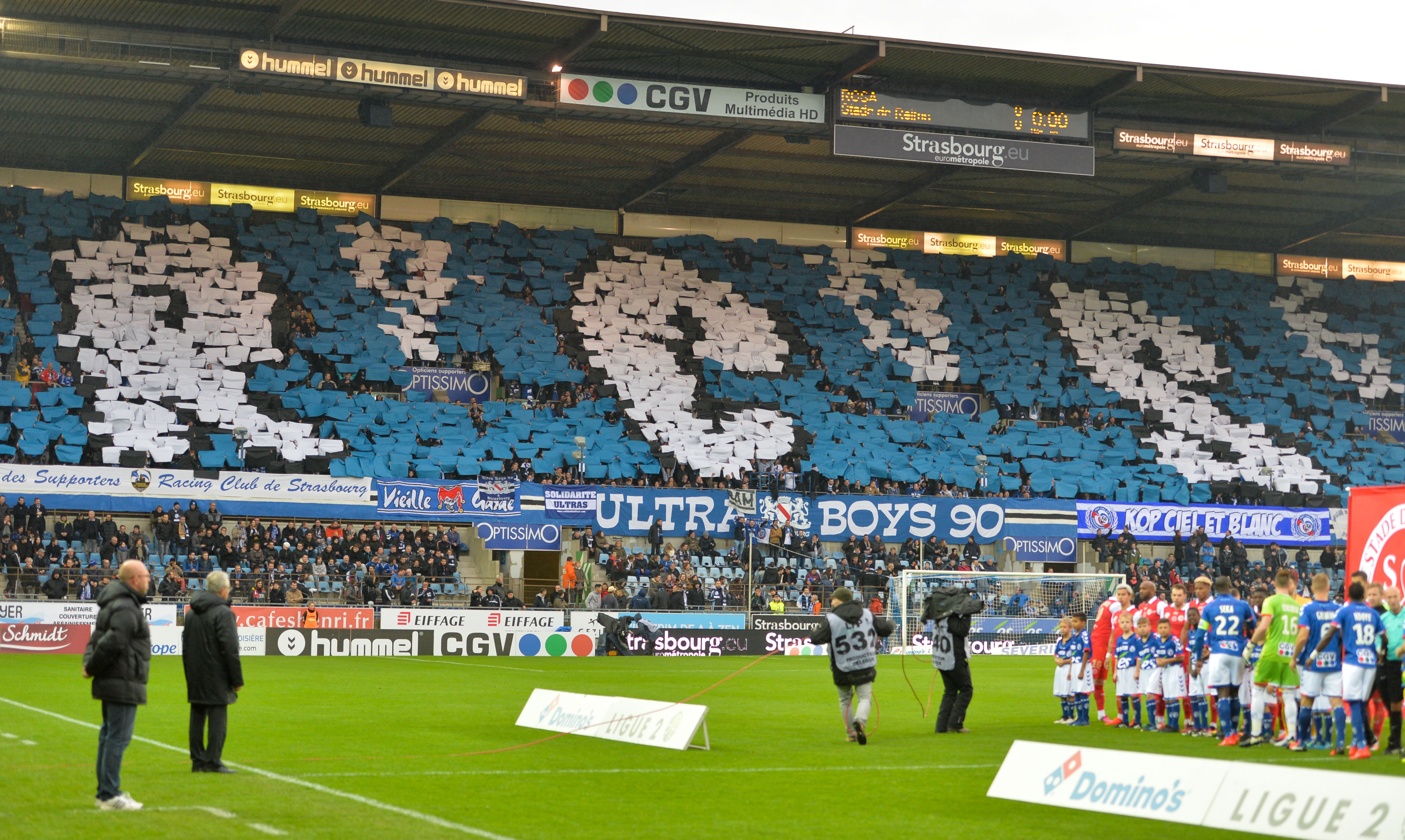
RC Strasbourg Alsace-Stade de Reims 1-2 en Novembre 2016

La saison 2016-2017 du Stade de Reims est la 26e saison du club en Ligue 2, et fait suite à la relégation du club à l’issue de la saison 2015-2016 de Ligue 1. Le club est engagé dans trois compétitions : la Ligue 2, la Coupe de la Ligue et la Coupe de France.

## Avant-saison
Le 23 mai 2016, soit 9 jours seulement après la fin de la saison 2015-2016, le Stade de Reims annonce le nom de son nouvel entraineur. Il s'agit de Michel Der Zakarian, qui était en fin de contrat au FC Nantes et qui signe un contrat de deux ans, plus une année en option, dans le club champenois. L'objectif donné par les dirigeants à leur nouvel entraineur est la remontée en Ligue 1 le plus vite possible. Pour l'accompagner dans ce projet, "MDZ" a fait appel à Franck Rizzetto pour occuper le poste de premier adjoint. Jérôme Monier (deuxième adjoint), Sébastien Hamel (entraîneur des gardiens) et Laurent Bessière (préparateur physique/performance) complètent le staff technique. Tous les trois étaient déjà présents au club la saison précédente.
Pendant cette intersaison, des travaux sont effectués au Stade Auguste Delaune: tout d'abord, des écrants géants sont installés, ce qui réduit de quelques places la capacité du stade, qui passe à 21 127 places.
Aussi, et dès la fin de la saison 2015-2016, la pelouse du stade, arrivée 17e sur 19 au championnat de France des pelouses de Ligue 1 en 2015-2016, est remplacée par un gazon naturel renforcé par des fibres synthétiques (procédé Grassmaster, installé notamment au Parc des Princes). Un équipement de drainage, un substrat élaboré, un système d’arrosage ainsi qu’un chauffage intégré sont également installés. Les travaux s’échelonnant sur une durée de 10 semaines, le Stade de Reims a demandé à jouer la première journée à l’extérieur afin de laisser le gazon se développer le plus possible.

### Transferts
À la fin de la saison 2015-2016, plusieurs joueurs rémois arrivent en fin de contrat. C'est le cas de Franck Signorino, qui s'engage le 28 mai au FC Metz, en Ligue1. C'est également le cas de Mickaël Tacalfred qui, après 8 années passées au club, part libre et signe, le 12 juillet, à l'AJ Auxerre. Mohamed Fofana, quant à lui, s'engage pour deux saisons avec le RC Lens. Enfin, David Ngog arrive lui aussi à la fin de son contrat. Par ailleurs, Thievy Bifouma, Abdelhamid El Kaoutari et  Alhassane Bangoura arrivent aux termes de leurs contrats de prêt et retournent dans leurs clubs respectifs (voir tableau récapitulatif).
Côté arrivées, le Stade de Reims fait signer deux joueurs qui évoluaient avec l'équipe réserve en 2015-2016: Rémi Oudin, attaquant polyvalent de 19 ans formé au club et auteur de 19 buts en 24 matchs de CFA2 en 2015-2016, signe son premier contrat professionnel (d'une durée de 3 ans) le 29 février 2016 (son contrat ne prend effet que le 1er juillet 2016). Grégoire Amiot, défenseur central de 21 ans passé par les équipes de France U16, U17 et U18, signe lui aussi son premier contrat professionnel le 26 mai.
Par ailleurs, Christopher Glombard, prêté la saison passée au Paris FC, retrouve l'effectif rémois.
Le 13 juin, le Stade de Reims officialise l'arrivée de Samuel Bouhours, défenseur latéral gauche expérimenté de 28 ans (89 matchs en Ligue 1 et 119 en Ligue 2), qui était en fin de contrat au Tours FC. Il s'engage pour deux saisons avec le club.
Le lendemain, Édouard Mendy, gardien de but de 24 ans formé au Havre AC et qui jouait avec la réserve de l'Olympique de Marseille la saison précédente, signe lui aussi un contrat de deux ans avec le Stade de Reims.
La troisième recrue stadiste est Grégory Berthier, ailier de 20 ans, en provenance de l'AJ Auxerre, qui signe le 21 juin un contrat de quatre ans.
La quatrième recrue estivale, Julian Jeanvier, défenseur central de 24 ans prêté la saison dernière au Red Star FC par le LOSC, signe le 22 juin un contrat de deux saisons (plus une en option) avec le Stade de Reims.
Le premier stadiste à quitter le club (hors fin de contrat/prêt) est Aïssa Mandi, qui est transféré le 30 juin au Bétis Séville, où il signe un contrat de 5 ans. Le montant du transfert est estimé à 4 millions d'euros (plus un pourcentage à la revente).
Le Stade de Reims recrute également deux joueurs en contrats stagiaire professionnel. Il s'agit de Jean Louchet, gardien de but de 19 ans en provenance de l'équipe réserve du PSG, et d'Axel Disasi, défenseur central de 18 ans qui évoluait au Paris FC en 2015-2016.
Le 7 juillet, et à la suite de ses déclarations après le dernier match de la saison 2015-2016, Johny Placide quitte le club. Les dirigeants et le joueur ont trouvé un accord pour mettre fin au contrat du gardien haïtien.
La cinquième recrue estivale du Stade de Reims, l'attaquant argentin de 28 ans, Pablo Chavarría, signe le 9 juillet un contrat de deux ans (plus un an en option) avec le club. Il était arrivé au terme de son contrat avec le RC Lens.
Danilson da Cruz est la sixième recrue du club. Le 11 juillet, l'ancien milieu et capitaine du Red Star FC, s'engage pour deux saisons, plus une en option.
Ibrahima Baldé est la septième recrue du club. Le 31 juillet, l'ancien attaquant de Kouban Krasnodar, notamment passé par l'Atlético de Madrid entre 2009 et 2011, s'engage pour une saison, plus une en option en cas de montée.
Le 4 août, le Stade de Reims et Kossi Agassa se mettent d'accord pour résilier le contrat du portier togolais après 9 saisons passées au club.
Le 10 août, Nicolas de Préville est transféré au KV Ostende et est immédiatement prêté (avec option d'achat) au LOSC, en Ligue 1.
Puis, le 15 août, les Wolves (Wolverhampton Wanderers FC), équipe de Championship (2e division anglaise), officialise le transfert de Prince Oniangué pour un contrat de quatre ans.
| Nom                    | Nationalité    | Poste              | Transfert            | Provenance/Destination     | Division           | Ref    |
| ---------------------- | -------------- | ------------------ | -------------------- | -------------------------- | ------------------ | ------ |
| Arrivées               |                |                    |                      |                            |                    |        |
| Michel Der Zakarian    | Arménie/France | Entraineur         | Fin de contrat       | FC Nantes                  | Ligue 1            | [ 1 ]  |
| Franck Rizzetto        | France         | Entraineur adjoint | Fin de contrat       | Les Herbiers VF            | National           | [ 2 ]  |
| Rémi Oudin             | France         | Attaquant          | Premier contrat pro. | -                          | -                  | [ 11 ] |
| Grégoire Amiot         | France         | Défenseur          | Premier contrat pro. | -                          | -                  | [ 12 ] |
| Christopher Glombard   | Martinique     | Défenseur          | Retour de prêt       | Paris FC                   | Ligue 2            | [ 13 ] |
| Samuel Bouhours        | France         | Défenseur          | Fin de contrat       | Tours FC                   | Ligue 2            | [ 14 ] |
| Édouard Mendy          | France         | Gardien            | Fin de contrat       | Olympique de Marseille     | Ligue 1            | [ 15 ] |
| Grégory Berthier       | France         | Attaquant          | Transfert            | AJ Auxerre                 | Ligue 2            | [ 16 ] |
| Julian Jeanvier        | France         | Défenseur          | Fin de contrat       | LOSC                       | Ligue 1            | [ 17 ] |
| Pablo Chavarría        | Argentine      | Attaquant          | Fin de contrat       | RC Lens                    | Ligue 2            | [ 23 ] |
| Danilson da Cruz       | Cap-Vert       | Milieu             | Fin de contrat       | Red Star FC                | Ligue 2            | [ 24 ] |
| Ibrahima Baldé         | Sénégal        | Attaquant          | Fin de contrat       | Kouban Krasnodar           | Russie             | [ 25 ] |
| Départs                |                |                    |                      |                            |                    |        |
| Franck Signorino       | France         | Défenseur          | Fin de contrat       | FC Metz                    | Ligue 1            | [ 7 ]  |
| Mohamed Fofana         | Mali           | Défenseur          | Fin de contrat       | RC Lens                    | Ligue 2            | [ 10 ] |
| Mickael Tacalfred      | Guadeloupe     | Défenseur          | Fin de contrat       | AJ Auxerre                 | Ligue 2            | [ 9 ]  |
| David Ngog             | France         | Attaquant          | Fin de contrat       | Paniónios GSS              | Superleague Elláda |        |
| Thievy Bifouma         | Congo          | Attaquant          | Retour de prêt       | Grenade FC                 | Liga BBVA          |        |
| Abdelhamid El Kaoutari | Maroc          | Défenseur          | Retour de prêt       | USC Palerme                | Serie A            |        |
| Alhassane Bangoura     | Guinée         | Attaquant          | Retour de prêt       | Rayo Vallecano             | Liga BBVA          |        |
| Aïssa Mandi            | Algérie        | Défenseur          | Transfert            | Bétis Séville              | Liga BBVA          | [ 18 ] |
| Johny Placide          | Haïti          | Gardien            | Rupture du contrat   |                            |                    | [ 22 ] |
| Kossi Agassa           | Togo           | Gardien            | Rupture du contrat   | US Granville               | CFA                | [ 26 ] |
| Nicolas de Préville    | France         | Attaquant          | Transfert/Prêt       | LOSC                       | Ligue 1            | [ 27 ] |
| Prince Oniangué        | Congo          | Milieu             | Transfert            | Wolverhampton Wanderers FC | Championship       | [ 28 ] |

| Nom      | Nationalité | Poste | Transfert | Provenance/Destination | Division | Ref |
| -------- | ----------- | ----- | --------- | ---------------------- | -------- | --- |
| Arrivées |             |       |           |                        |          |     |
|          |             |       |           |                        |          |     |
| Départs  |             |       |           |                        |          |     |
|          |             |       |           |                        |          |     |

Mis à jour le 13 septembre 2016.

### Préparation et matchs amicaux
Après avoir évoqué la saison à venir et les objectifs avec l'entraineur et les présidents du club le 19 juin, les rouges et blancs retrouvent les terrains d'entrainement, au centre d'entrainement, le 20 juin 2016, pour y effectuer des tests physiques. Les joueurs reprennent l'entrainement (travail foncier et préparation) le 22 juin. Puis, du 4 au 9 juillet, les joueurs et membres du staff technique effectuent un stage de préparation à Vittel.
Six matchs de préparation sont prévus pendant cette inter-saison: les rémois jouent leur premier match amical le 1er juillet à Montdidier contre Amiens SC, club tout juste promu en Ligue 2 et que les rémois affronteront lors du premier match de la saison. Grégory Berthier inscrit, lors de ce match, son premier but sous ses nouvelles couleurs (18e minute), mais Amiens égalise avant la mi-temps et le match se termine sur un score nul (1 - 1). Huit jours plus tard, le 9 juillet, c'est l'AJ Auxerre qui se présente face au Stade de Reims, au stade Paul-Chandon d'Épernay, où les 2 équipes se séparent sur un score nul et vierge (0 - 0). Puis, le 13 juillet, les rouges et blancs reçoivent les Belges du Sporting Charleroi au centre d'entrainement rémois. Les rémois concèdent à nouveau le match nul (0 - 0). Le 16 juillet, les rémois font match nul (1 - 1, but de Siebatcheu pour Reims) contre l'AS Nancy-Lorraine, promu en Ligue 1, au stade Charles Jacquin de Saint-Dizier. Puis le 19 juillet, à nouveau au centre d'entrainement, ils rencontrent l'US Créteil Lusitanos, relégué en National, et s'imposent 3 - 1 grâce à des buts de Diego, Charbonnier et Kamara. Enfin, un dernier match amical d'avant-saison est programmé le 22 juillet, encore à "Blériot", contre le Royal Excel Mouscron, équipe de première division Belge, mais le match est interrompu au bout de 18 minutes à cause de fortes pluies qui ont rendu le terrain impraticable.
Par ailleurs, à l'occasion du 60e anniversaire de la première finale de la coupe des clubs champions (ancien nom de la Ligue des champions), qui a opposé en 1956 le Stade de Reims au Real Madrid, les rémois ont été invités à jouer un match amical dans le mythique Stade Santiago Bernabéu, à Madrid, pour y affronter les vainqueurs en titre de la Ligue des champions.

## Effectif et staff technique
Joueurs prêtés
| Nat. | Nom | Club en prêt | Compétition | Championnat | Championnat | Championnat | Championnat  | Coupes nationales | Coupes nationales | Coupes nationales | Coupes nationales | Total | Total | Total  | Total        |
| Nat. | Nom | Club en prêt | Compétition | MJ          | B           | Averti      | Carton rouge | MJ                | B                 | Averti            | Carton rouge      | MJ    | B     | Averti | Carton rouge |
| ---- | --- | ------------ | ----------- | ----------- | ----------- | ----------- | ------------ | ----------------- | ----------------- | ----------------- | ----------------- | ----- | ----- | ------ | ------------ |
|      |     |              |             | 0           | 0           | 0           | 0            | 0                 | 0                 | 0                 | 0                 | 0     | 0     | 0      | 0            |

## Compétitions

### Calendrier
Le 6 juin 2016, La Ligue de Football Professionnel a dévoilé le calendrier de Ligue 2 pour la saison 2016-2017. Le Stade de Reims commence le championnat par un déplacement à Amiens, un des trois promus, avant de recevoir Bourg-en-Bresse 01, pour le premier match au Stade Auguste Delaune de la saison. Les derbys face à l'ESTAC ont lieu lors de la 19e journée, à Reims, et lors de la 37e journée, à Troyes.
|    | 2016    | 2016      | 2016       | 2016       | 2016       | 2016       | 2017          | 2017          | 2017         | 2017          | 2017       | 2017 |  |
|    | Juillet | Août      | Septembre  | Octobre    | Novembre   | Décembre   | Janvier       | Février       | Mars         | Avril         | Mai        | Juin |  |
| -- | ------- | --------- | ---------- | ---------- | ---------- | ---------- | ------------- | ------------- | ------------ | ------------- | ---------- | ---- |  |
| 1  | ven.    | Journée 1 | jeu.       | sam.       | mar.       | jeu.       | dim.          | 16e de finale | 8e de finale | sam.          | lun.       | jeu. |  |
| 2  | sam.    | mar.      | ven.       | dim.       | mer.       | ven.       | lun.          | jeu.          | jeu.         | dim.          | mar.       | ven. |  |
| 3  | dim.    | mer.      | sam.       | lun.       | jeu.       | sam.       | mar.          | Journée 23    | Journée 28   | lun.          | mer.       | sam. |  |
| 4  | lun.    | jeu.      | dim.       | mar.       | Journée 14 | 8e tour    | mer.          | sam.          | sam.         | mar.          | jeu.       | dim. |  |
| 5  | mar.    | Journée 2 | lun.       | mer.       | sam.       | lun.       | jeu.          | dim.          | dim.         | 1/4 de finale | Journée 36 | lun. |  |
| 6  | mer.    | sam.      | mar.       | jeu.       | dim.       | mar.       | ven.          | lun.          | lun.         | jeu.          | sam.       | mar. |  |
| 7  | jeu.    | dim.      | mer.       | ven.       | lun.       | mer.       | 32e de finale | Journée 24    | mar.         | Journée 32    | dim.       | mer. |  |
| 8  | ven.    | lun.      | jeu.       | sam.       | mar.       | jeu.       | dim.          | mer.          | mer.         | sam.          | lun.       | jeu. |  |
| 9  | sam.    | 1er tour  | Journée 6  | dim.       | mer.       | Journée 18 | lun.          | jeu.          | jeu.         | dim.          | mar.       | ven. |  |
| 10 | dim.    | mer.      | sam.       | lun.       | jeu.       | sam.       | mar.          | Journée 25    | Journée 29   | lun.          | mer.       | sam. |  |
| 11 | lun.    | jeu.      | dim.       | mar.       | ven.       | dim.       | mer.          | sam.          | sam.         | mar.          | jeu.       | dim. |  |
| 12 | mar.    | ven.      | lun.       | mer.       | 7e tour    | lun.       | jeu.          | dim.          | dim.         | mer.          | ven.       | lun. |  |
| 13 | mer.    | Journée 3 | mar.       | jeu.       | dim.       | mar.       | Journée 20    | lun.          | lun.         | jeu.          | Journée 37 | mar. |  |
| 14 | jeu.    | dim.      | mer.       | Journée 11 | lun.       | mer.       | sam.          | mar.          | mar.         | Journée 33    | dim.       | mer. |  |
| 15 | ven.    | lun.      | jeu.       | sam.       | mar.       | jeu.       | dim.          | mer.          | mer.         | sam.          | lun.       | jeu. |  |
| 16 | sam.    | mar.      | Journée 7  | dim.       | mer.       | Journée 19 | lun.          | jeu.          | jeu.         | dim.          | mar.       | ven. |  |
| 17 | dim.    | mer.      | sam.       | lun.       | jeu.       | sam.       | mar.          | Journée 26    | Journée 30   | lun.          | mer.       | sam. |  |
| 18 | lun.    | jeu.      | dim.       | mar.       | Journée 15 | dim.       | mer.          | sam.          | sam.         | mar.          | jeu.       | dim. |  |
| 19 | mar.    | ven.      | lun.       | mer.       | sam.       | lun.       | jeu.          | dim.          | dim.         | mer.          | Journée 38 | lun. |  |
| 20 | mer.    | sam.      | Journée 8  | jeu.       | dim.       | mar.       | Journée 21    | lun.          | lun.         | jeu.          | sam.       | mar. |  |
| 21 | jeu.    | dim.      | mer.       | ven.       | lun.       | mer.       | sam.          | mar.          | mar.         | Journée 34    | dim.       | mer. |  |
| 22 | ven.    | Journée 4 | jeu.       | Journée 12 | mar.       | jeu.       | dim.          | mer.          | mer.         | sam.          | lun.       | jeu. |  |
| 23 | sam.    | mar.      | ven.       | dim.       | mer.       | ven.       | lun.          | jeu.          | jeu.         | dim.          | mar.       | ven. |  |
| 24 | dim.    | mer.      | sam.       | lun.       | jeu.       | sam.       | mar.          | Journée 27    | ven.         | lun.          | mer.       | sam. |  |
| 25 | lun.    | jeu.      | dim.       | mar.       | Journée 16 | dim.       | mer.          | sam.          | sam.         | mar.          | jeu.       | dim. |  |
| 26 | mar.    | Journée 5 | Journée 9  | mer.       | sam.       | lun.       | jeu.          | dim.          | dim.         | Demi finale   | ven.       | lun. |  |
| 27 | mer.    | sam.      | mar.       | jeu.       | dim.       | mar.       | Journée 22    | lun.          | lun.         | jeu.          | Finale     | mar. |  |
| 28 | jeu.    | dim.      | mer.       | Journée 13 | lun.       | mer.       | sam.          | mar.          | mar.         | Journée 35    | dim.       | mer. |  |
| 29 | ven.    | lun.      | jeu.       | sam.       | Journée 17 | jeu.       | dim.          |               | mer.         | sam.          | lun.       | jeu. |  |
| 30 | sam.    | mar.      | Journée 10 | dim.       | mer.       | ven.       | lun.          |               | jeu.         | dim.          | mar.       | ven. |  |
| 31 | dim.    | mer.      |            | lun.       |            | sam.       | mar.          |               | Journée 31   |               | mer.       |      |  |
|    | Juillet | Août      | Septembre  | Octobre    | Novembre   | Décembre   | Janvier       | Février       | Mars         | Avril         | Mai        | Juin |  |
|    |         |           |            |            |            |            |               |               |              |               |            |      |  |

Journée X : Ligue 2
Tour : Coupe de France
Tour : Coupe de la Ligue
Source : LFP

### Ligue 2
Le 14 avril 2016, à la suite de l'accord Première Ligue / UCPF, le conseil d'administration de la Ligue de Football Professionnel (LFP) a décidé d'instaurer des barrages à l’issue de la saison 2016-2017 entre la Ligue 1 et la Ligue 2. Ces barrages opposeront, en matchs aller-retour, le 18e de Ligue 1 et le 3e de Ligue 2 à l'issue de la saison, le match aller se déroulant sur le terrain du club de Ligue 2 et le retour sur celui du club de Ligue 1.
Puis, le 28 mai 2016, la LFP et la Fédération Française de Football (FFF) adoptent le même principe de barrage de promotion/relégation entre le 18e de Ligue 2 et le 3e de National.

#### Classement
| Rang | Équipe            | Pts | J  | G  | N  | P  | Bp | Bc | Diff |
| ---- | ----------------- | --- | -- | -- | -- | -- | -- | -- | ---- |
| 5    | Stade brestois 29 | 65  | 38 | 19 | 8  | 11 | 58 | 44 | +14  |
| 6    | Nîmes Olympique   | 64  | 38 | 17 | 13 | 8  | 58 | 40 | +18  |
| 7    | Stade de Reims R  | 55  | 38 | 14 | 13 | 11 | 41 | 39 | +2   |
| 8    | Le Havre AC       | 54  | 38 | 14 | 12 | 12 | 39 | 31 | +8   |
| 9    | GFC Ajaccio R     | 51  | 38 | 13 | 12 | 13 | 47 | 51 | −4   |

## Statistiques

### Buteurs
| Place | Nom                | Ligue 2 | Coupe de France | Coupe de la Ligue | TOTAL |
| 1     | Julian Jeanvier    | 3       | -               | -                 | 3     |
| 1     | Grejohn Kyei       | 2       | -               | 1                 | 3     |
| 2     | Gaëtan Charbonnier | 2       | -               | -                 | 2     |
| 2     | Atila Turan        | 2       | -               | -                 | 2     |
| 2     | Anthony Weber      | 2       | -               | -                 | 2     |
| 2     | Hamari Traoré      | 1       | -               | -                 | 1     |
| 2     | Samuel Bouhours    | 1       | -               | -                 | 1     |
| 2     | Diego Rigonato     | 1       | -               | -                 | 1     |
| 2     | Jordan Siebatcheu  | -       | -               | 1                 | 1     |
| Total | 9 buteurs          | 14      | -               | 2                 | 16    |

Mis à jour le 3 octobre 2016.

### Passeurs
| Place | Nom                | Ligue 2 | Coupe de France | Coupe de la Ligue | TOTAL |
| 1     | Diego Rigonato     | 3       | -               | -                 | 3     |
| 2     | Hugo Rodriguez     | 2       | -               | -                 | 2     |
| 3     | Danilson da Cruz   | 1       | -               | -                 | 1     |
| 3     | Hamari Traoré      | 1       | -               | -                 | 1     |
| 3     | Atila Turan        | 1       | -               | -                 | 1     |
| 3     | Gaëtan Charbonnier | 1       | -               | -                 | 1     |
| 3     | Antoine Conte      | 1       | -               | -                 | 1     |
| 3     | Ndom               | 1       | -               | -                 | 1     |
| 3     | Rémi Oudin         | -       | -               | 1                 | 1     |
| 3     | Pablo Chavarría    | -       | -               | 1                 | 1     |
| Total | 10 passeurs        | 11      | -               | 2                 | 13    |

Mis à jour le 3 octobre 2016.

### Cartons

#### Cartons jaunes
| Place | Nom              | Ligue 2 | Coupe de France | Coupe de la Ligue | TOTAL |
| 1     | Hamari Traoré    | 3       | -               | 1                 | 4     |
| 2     | Samuel Bouhours  | 2       | -               | -                 | 2     |
| 2     | Hugo Rodriguez   | 2       | -               | -                 | 2     |
| 2     | Danilson da Cruz | 2       | -               | -                 | 2     |
| 2     | Pablo Chavarría  | 2       | -               | -                 | 2     |
| 2     | Antoine Conte    | 2       | -               | -                 | 2     |
| 2     | Ndom             | 2       | -               | -                 | 2     |
| 3     | Antoine Devaux   | 1       | -               | -                 | 1     |
| 3     | Grégory Berthier | 1       | -               | -                 | 1     |
| 3     | Diego Rigonato   | 1       | -               | -                 | 1     |
| 3     | Julian Jeanvier  | 1       | -               | -                 | 1     |
| 3     | Anthony Weber    | 1       | -               | -                 | 1     |
| 3     | Édouard Mendy    | -       | -               | 1                 | 1     |
| 3     | Grejohn Kyei     | -       | -               | 1                 | 1     |
| Total | 14 joueurs       | 20      | -               | 3                 | 17    |

Mis à jour le 3 octobre 2016.

#### Cartons rouges
| Place | Nom                | Ligue 2 | Coupe de France | Coupe de la Ligue | TOTAL |
| 1     | Johann Carrasso    | 1       | -               | -                 | 1     |
| 1     | Gaëtan Charbonnier | 1       | -               | -                 | 1     |
| Total | 2 joueurs          | 2       | -               | -                 | 2     |

Mis à jour le 6 août 2016.

### Joueur du mois
Chaque mois, le Groupement Officlel des Supporters du Stade de Reims élit le joueur du mois.
| Mois      | Joueur |
| --------- | ------ |
| Août      |        |
| Septembre |        |
| Octobre   |        |
| Novembre  |        |
| Décembre  |        |
| Janvier   |        |
| Février   |        |
| Mars      |        |
| Avril     |        |
| Mai       |        |

### Affluences
Affluences 2016-2017 du Stade de Reims à domicile

### Divers
- Premier but de la saison : Julian Jeanvier, lors de la 1re journée de Ligue 2 face à l'Amiens SC (but à la 62e minute), le 1er août 2016.
- Premier penalty :
- Premier doublé :
- Premier triplé :
- But le plus rapide d'une rencontre :
- But le plus tardif d'une rencontre :
- Plus grand nombre de buts marqué contre l’adversaire :
- Plus grand nombre de buts marqué par l’adversaire :
- Plus grand nombre de buts marqués dans une rencontre :
- Meilleur classement de la saison en Ligue 2 :
- Moins bon classement de la saison en Ligue 2 :
- Plus grande affluence à domicile :
- Plus petite affluence à domicile :
- Affluence moyenne à domicile :

Mis à jour le 2 août 2016.

## Équipe réserve et formation

### Équipe réserve (CFA)
| Rang                                                                                             | Équipe                     | Pts | J | G | N | P | Bp | Bc | Diff |
| ------------------------------------------------------------------------------------------------ | -------------------------- | --- | - | - | - | - | -- | -- | ---- |
| 1                                                                                                | Le Puy Foot                | 19  | 7 | 6 | 1 | 0 | 13 | 3  | +10  |
| 2                                                                                                | Grenoble Foot              | 14  | 6 | 4 | 2 | 0 | 7  | 3  | +4   |
| 3                                                                                                | FC Villefranche Beaujolais | 11  | 6 | 3 | 2 | 1 | 10 | 4  | +6   |
| 4                                                                                                | FC Montceau Bourgogne      | 11  | 7 | 3 | 2 | 2 | 6  | 5  | +1   |
| 5                                                                                                | Monts d'Or Azergues Foot   | 9   | 7 | 2 | 3 | 2 | 7  | 7  | 0    |
| 6                                                                                                | Annecy FC P                | 8   | 7 | 2 | 2 | 3 | 8  | 9  | -1   |
| 7                                                                                                | FC Saint-Louis Neuweg      | 8   | 6 | 2 | 2 | 2 | 6  | 6  | 0    |
| 8                                                                                                | US Raonnaise P             | 8   | 7 | 2 | 2 | 3 | 11 | 12 | -1   |
| 9                                                                                                | Olympique lyonnais rés.    | 8   | 7 | 2 | 2 | 3 | 11 | 15 | -4   |
| 10                                                                                               | Jura Sud Foot              | 7   | 6 | 1 | 4 | 1 | 9  | 6  | +3   |
| 11                                                                                               | Stade de Reims rés. P      | 7   | 6 | 1 | 4 | 1 | 10 | 9  | +1   |
| 12                                                                                               | FC Mulhouse                | 7   | 7 | 2 | 1 | 4 | 5  | 9  | -4   |
| 13                                                                                               | Moulins Yzeure Foot        | 5   | 6 | 1 | 2 | 3 | 6  | 11 | -5   |
| 14                                                                                               | ASF Andrézieux-Bouthéon P  | 4   | 6 | 1 | 1 | 4 | 9  | 12 | -3   |
| 15                                                                                               | AJ Auxerroise rés.         | 4   | 7 | 0 | 4 | 3 | 7  | 14 | -7   |
| 16                                                                                               | Évian Thonon Gaillard FC R | 0   | 0 | 0 | 0 | 0 | 0  | 0  | 0    |
| - Promotion en National 2016-2017 - Relégation en CFA2 2016-2017 - Rétrogradé administrativement |                            |     |   |   |   |   |    |    |      |

Mis à jour le 6 octobre 2016.
Buteurs
| Place | Nom                | Buts |
| 1     | Hassane Kamara     | 2    |
| 2     | Alexi Peuget       | 1    |
| 2     | Virgile Piechocki  | 1    |
| 2     | Khalid Chalabi     | 1    |
| 2     | Gaëtan Charbonnier | 1    |
| 2     | Antoine Conte      | 1    |
| 2     | Victor Lobry       | 1    |
| 2     | Rémi Oudin         | 1    |
| 2     | Andrew Jung        | 1    |
| Total | 9 buteurs          | 10   |

Mis à jour le 6 octobre 2016.

### U19 Nationaux
Les U19 du Stade de Reims sont engagés dans deux compétitions cette saison : le championnat national U19 et la Coupe Gambardella.
| Rang                                                     | Équipe                 | Pts | J | G | N | P | Bp | Bc | Diff |
| -------------------------------------------------------- | ---------------------- | --- | - | - | - | - | -- | -- | ---- |
| 1                                                        | ES Troyes AC           | 18  | 7 | 6 | 0 | 1 | 19 | 5  | +14  |
| 2                                                        | AJ Auxerre             | 17  | 7 | 5 | 2 | 0 | 17 | 9  | +8   |
| 3                                                        | US Torcy VMF           | 13  | 6 | 4 | 1 | 1 | 11 | 6  | +5   |
| 4                                                        | Entente SSG            | 13  | 7 | 4 | 1 | 2 | 10 | 11 | -1   |
| 5                                                        | AS Nancy-Lorraine      | 12  | 7 | 4 | 0 | 3 | 14 | 8  | +6   |
| 6                                                        | FC Sochaux-Montbéliard | 12  | 7 | 3 | 3 | 1 | 10 | 7  | +3   |
| 7                                                        | Dijon FCO              | 11  | 7 | 3 | 2 | 2 | 15 | 6  | +9   |
| 8                                                        | FC Metz                | 11  | 7 | 3 | 2 | 2 | 12 | 7  | +5   |
| 9                                                        | Stade de Reims         | 10  | 7 | 3 | 1 | 3 | 16 | 16 | 0    |
| Qualification en demi finale du Championnat U19 National |                        |     |   |   |   |   |    |    |      |

Mis à jour le 6 octobre 2016.
Buteurs
| Place | Nom                | Championnat U19 | Coupe Gambardella | TOTAL |
| 1     | Scott Beckam Kyei  | 5               |                   | 5     |
| 2     | Abdel Ben Halima   | 3               |                   | 3     |
| 1     | Glodi Mafuala      | 2               |                   | 2     |
| 1     | Amadou Soumah      | 2               |                   | 2     |
| 2     | Josselyn Petel     | 1               |                   | 1     |
| 2     | Youness Aouladzian | 1               |                   | 1     |
| 2     | Maël Couteau       | 1               |                   | 1     |
| 2     | Maxime Penneteau   | 1               |                   | 1     |
| Total | 8 buteurs          | 16              |                   | 16    |

Mis à jour le 6 octobre 2016.

## Équipe féminine
Les féminines du Stade de Reims sont engagées dans deux compétitions cette saison : la Division 2 féminine et la Coupe de France féminine.
Pour améliorer la visibilité du football féminin, le traitement médiatique et alléger l’écart compétitif, la Fédération Française de Football (FFF) a décidé de faire passer la deuxième division féminine de 36 à 24 équipes à partir de la saison 2016-2017. Ces 24 équipes sont réparties en 2 groupes de 12 équipes. Les équipes classées à la première place de chaque groupe à l'issue de la saison accèdent à la Division 1 la saison suivante, tandis que les équipes classées aux 2 dernières places de chaque groupe (11e et 12e) sont reléguées en Division d'Honneur la saison suivante. Enfin, les 2 équipes classées à la 10e place de chaque groupe participent à la Phase d’Accession Interrégionale en fin de saison.
Pendant l'intersaison, la section féminine du Stade de Reims change d'entraineur : Florent Ghisolfi étant parti au PSG pour y être l'adjoint de Patrice Lair, les dirigeants rémois ont fait appell à Antoine Diaz pour diriger les joueuses rémoises.
Par ailleurs, sept joueuses arrivent en renfort pendant l'inter-saison estivale, : Pauline Moitrel, gardienne de 17 ans, arrive en provenance du FC Lillers. Camille Seret, milieu de 18 ans, arrive, elle, du FC Porto Portugais d'Amiens. Les cinq autres recrues sont Rigoberte M'Bah, défenseure internationale camerounaise de 31 ans, qui arrive en provenance du FC Metz, Angélique Decaux (milieu de terrain de 24 ans), qui arrive au Stade de Reims après avoir joué plusieurs saisons à Saint-Armand, Margaux Dautun (milieu de terrain de 19 ans), en provenance d'Arras FCF, Bénédicte Simon (attaquante de 19 ans), qui jouait au FC Aurillac-Arpajon la saison dernière, et enfin Gloria Mabomba (attaquante de 18 ans), en provenance du Paris FC.
| Rang | Équipe                   | Pts | J | G | N | P | Bp | Bc | Diff |
| --- | ------------------------ | --- | - | - | - | - | -- | -- | ---- |
| 1 | Lille OSC                | 10  | 4 | 3 | 1 | 0 | 13 | 2  | +11  |
| 2 | FC Lorient               | 8   | 4 | 2 | 2 | 0 | 10 | 2  | +8   |
| 3 | Stade brestois P         | 8   | 4 | 2 | 2 | 0 | 4  | 1  | +3   |
| 4 | US Saint-Malo            | 7   | 4 | 2 | 1 | 1 | 8  | 5  | +3   |
| 5 | ESOFV La Roche-sur-Yon R | 6   | 4 | 2 | 0 | 2 | 16 | 7  | +9   |
| 6 | FC Rouen                 | 6   | 4 | 2 | 0 | 2 | 6  | 9  | -3   |
| 7 | Arras FCF                | 5   | 4 | 1 | 2 | 1 | 2  | 2  | 0    |
| 8 | VGA Saint-Maur R         | 5   | 4 | 1 | 2 | 1 | 8  | 9  | -1   |
| 9 | Stade de Reims           | 5   | 4 | 1 | 2 | 1 | 5  | 8  | -3   |
| 10 | US Boulogne CO P         | 2   | 4 | 0 | 2 | 2 | 2  | 10 | -8   |
| 11 | AG Caennaise P           | 1   | 4 | 0 | 1 | 3 | 3  | 9  | -6   |
| 12 | Le Mans FC               | 1   | 4 | 0 | 1 | 3 | 3  | 16 | -13  |
| - Promotion en Division 1 2017-2018 - Phase d’Accession Interrégionale - Relégation en Division d'Honneur 2017-2018 |                          |     |   |   |   |   |    |    |      |

Mis à jour le 6 octobre 2016.
Buteuses
| Place | Nom                | D2 | Coupe de France | TOTAL |
| 1     | Charlotte Rebours  | 2  |                 | 2     |
| 2     | Margaux Dautun     | 1  |                 | 1     |
| 2     | Camille Lewandoski | 1  |                 | 1     |
| 2     | Evanna Soyeux      | 1  |                 | 1     |
| Total | 4 buteuses         | 5  |                 | 5     |

Mis à jour le 6 octobre 2016.